# Episodi de Il virginiano (sesta stagione)
La sesta stagione della serie televisiva Il virginiano è andata in onda negli Stati Uniti dal 13 settembre 1967 al 20 marzo 1968 sulla NBC, posizionandosi al 14º posto nei rating Nielsen di fine anno con il 22,9% di penetrazione e con una media superiore ai 12 milioni di spettatori.
| nº | Titolo originale         | Titolo italiano | Prima TV USA      | Prima TV Italia |
| -- | ------------------------ | --------------- | ----------------- | --------------- |
| 1  | Reckoning                |                 | 13 settembre 1967 |                 |
| 2  | The Deadly Past          |                 | 20 settembre 1967 |                 |
| 3  | The Lady From Wichita    |                 | 27 settembre 1967 |                 |
| 4  | Star Crossed             |                 | 4 ottobre 1967    |                 |
| 5  | Johnny Moon              |                 | 11 ottobre 1967   |                 |
| 6  | The Masquerade           |                 | 18 ottobre 1967   |                 |
| 7  | Ah Sing vs. Wyoming      |                 | 25 ottobre 1967   |                 |
| 8  | Bitter Autumn            |                 | 1º novembre 1967  |                 |
| 9  | A Bad Place to Die       |                 | 8 novembre 1967   |                 |
| 10 | Paid in Full             |                 | 22 novembre 1967  |                 |
| 11 | To Bear Witness          |                 | 29 novembre 1967  |                 |
| 12 | The Barren Ground        |                 | 6 dicembre 1967   |                 |
| 13 | Execution at Triste      |                 | 13 dicembre 1967  |                 |
| 14 | A Small Taste of Justice |                 | 20 dicembre 1967  |                 |
| 15 | The Fortress             |                 | 27 dicembre 1967  |                 |
| 16 | The Death Wagon          |                 | 3 gennaio 1968    |                 |
| 17 | Jed                      |                 | 10 gennaio 1968   |                 |
| 18 | With Help from Ulysses   |                 | 17 gennaio 1968   |                 |
| 19 | The Gentle Tamers        |                 | 24 gennaio 1968   |                 |
| 20 | The Good-Hearted Badman  |                 | 7 febbraio 1968   |                 |
| 21 | The Hell Wind            |                 | 14 febbraio 1968  |                 |
| 22 | The Crooked Path         |                 | 21 febbraio 1968  |                 |
| 23 | Stacey                   |                 | 28 febbraio 1968  |                 |
| 24 | The Handy Man            |                 | 6 marzo 1968      |                 |
| 25 | The Decision             |                 | 13 marzo 1968     |                 |
| 26 | Seth                     |                 | 20 marzo 1968     |                 |

## Reckoning
- Prima televisiva: 13 settembre 1967
- Diretto da: Abner Biberman
- Scritto da: Ed Waters

### Trama
- Guest star: Charles Grodin (Arnie Doud), Dick Foran (Frank Devereaux), Albert Salmi (Quinn), Don Mitchell (Preble), Charles Bronson (Harge Talbot), Míriam Colón (Eva Talbot), Brad Weston (Keeler)

## The Deadly Past
- Prima televisiva: 20 settembre 1967
- Diretto da: Abner Biberman
- Scritto da: Phyllis White, Robert White

### Trama
- Guest star: John Rubinstein (Billy Simmons), Mary-Robin Redd (Emily Evans Williams), Robert Strauss (Ben Roper), Bing Russell (Ned Smith), Darren McGavin (Sam Evans), Alan Baxter (Caleb Adams), Linden Chiles (sceriffo Chris Williams), Tim Graham (James Peterson), Jean Inness (Molly Peterson), Gregg Martell (maniscalco), Eve McVeagh (Maude), John Pickard (Marshal), Dan White (stalliere)

## The Lady From Wichita
- Prima televisiva: 27 settembre 1967

### Trama
- Guest star: Irene Tedrow (Mrs. Scanlon), Walter Reed (reverendo Nichols), Art Stewart (conducente), Russell Thorson (giudice Craig), John Cliff (Sam Harding), Joan Collins (Lorna Marie Marshall), John Damler (Land Agent), Ann Doran (Mrs. Graves), Roy Engel (rancher), Martin Eric (Jake), David Mark Farrow (Carter), William Henry (giocatore), Harper Flaherty (cliente), Clyde Howdy (Cattle Buyer), L.Q. Jones (Belden), Ted Jordan (mandriano), Helen Kleeb (Mrs. Howard), Harry Lauter (Roy Kane), Rose Marie (Belle Stephens), Dennis McCarthy (Ed Finney), Laurie Mitchell (cameriera), Teddy Quinn (Tommy), Stuart Randall (banditore), Dick Shane

## Star Crossed
- Prima televisiva: 4 ottobre 1967
- Diretto da: Abner Biberman
- Scritto da: Don Tait

### Trama
- Guest star: Brian Nash (Brian Hiller), Kiel Martin (Tony Barnes), James Nusser (Mr. Yeoman the Peddlar), Russell Thorson (giudice), Sam Edwards (impiegato dell'hotel), Stacy Harris (giocatore), Lisabeth Hush (Judith Hiller), Norman Leavitt (negoziante), Tom Tryon (Andrew Hiller, aka Cliff Darrow)

## Johnny Moon
- Prima televisiva: 11 ottobre 1967
- Diretto da: Abner Biberman
- Scritto da: Stanford Whitmore

### Trama
- Guest star: Bo Hopkins (Will), Michael Higgins (Lawson), Norman Leavitt (negoziante), Ben Johnson (Joe Hogan), Tom Bell (caporale Johnny Moon), George Brenlin (Sammyjay), John Bryant (dottor Spaulding), Harper Flaherty (Skinner), Cliff Potts (Wes)

## The Masquerade
- Prima televisiva: 18 ottobre 1967

### Trama
- Guest star: Ed Prentiss (Carl Jensen), Lloyd Nolan (Tom Foster), Frank Sully (barista), K. L. Smith (Tod Jamison), Richard Alden (Ben Jamison), Bobby Buntrock (Tim Messinger), David Hartman (George Foster), Pitt Herbert (addetto al telegrafo), Harry Hickox (Bill Manders), Norman Leavitt (Charles Colton), Forrest Lewis (Len Torrance), Diana Muldaur (Laura Messinger), Robert Williams (capostazione)

## Ah Sing vs. Wyoming
- Prima televisiva: 25 ottobre 1967
- Diretto da: Charles S. Dubin
- Scritto da: Irve Tunick

### Trama
- Guest star: Gilbert Green (Sy Bailey), Robert Ellenstein (Milo Temple), Edmond O'Brien (Thomas Manstead), John Hoyt (giudice Manton), Jill Donohue (Lucy Evers), Aki Aleong (Ah Sing), Lloyd Bochner (Luke Evers), Bartlett Robinson (presidente della corte suprema)

## Bitter Autumn
- Prima televisiva: 1º novembre 1967
- Diretto da: Don McDougall
- Scritto da: Andy Lewis, Dave Lewis

### Trama
- Guest star: Craig Hundley (Johnny McLain), Virginia Gregg (Hattie McLain), Richard X. Slattery (Kyle Jackson), Shelly Novack (Stone Jackson), John Anderson (Sam McLain), Tol Avery (Prosecuting Attorney), John Bryant (dottor Spaulding), Steve Carlson (Willy Jackson), Austin Green (avvocato della difesa), Dabbs Greer (Harger), Russell Thorson (giudice)

## A Bad Place to Die
- Prima televisiva: 8 novembre 1967
- Diretto da: Don McDougall
- Scritto da: Judith Barrows, Robert Guy Barrows

### Trama
- Guest star: John Milford (John Kiley), Ken Lynch (Walt Standish), Robert J. Stevenson (Warden), Bill Quinn (giudice), Myron Healey (Potts), E. J. Andre (Old Rancher), Parley Baer (Pat Magill), Henry Beckman (Corey), Susanne Benton (Lila Standish), Med Flory (Finney), Harrison Ford (Young Rancher), Victor Jory (Luke Nichols), Mark Tapscott (maniscalco)

## Paid in Full
- Prima televisiva: 22 novembre 1967

### Trama
- Guest star: Ed Prentiss (Mr. Jensen), Douglas Kennedy (Mr. Oliver), James Whitmore (Ezra Hollis), Don Stroud (Frank Hollis), Cal Bartlett (Jim Reese), Hal Baylor (Bert), L.Q. Jones (Belden), Robert Karnes (Jeffers), Robert Yuro (Aiken)

## To Bear Witness
- Prima televisiva: 29 novembre 1967
- Diretto da: Abner Biberman
- Scritto da: Sy Salkowitz

### Trama
- Guest star: Gil Perkins (Hooded Man), Stuart Nisbet (barista), William Windom (Arthur Blanton), Malachi Throne (Doc Baldwin), Paul Carr (Pete Verig), Mary Carver (Harriet Baldwin), Roy Engel (cittadino), Logan Field (Joe), Harry Landers (Walter Verig), Joanna Moore (Carol Fisk), Steve Pendleton (pubblico ministero), John Zaremba (sindaco)

## The Barren Ground
- Prima televisiva: 6 dicembre 1967
- Diretto da: Abner Biberman
- Scritto da: Andy Lewis

### Trama
- Guest star: Collin Wilcox (Sarah Keogh), Byron Mabe (Dobie Keogh), Michael Vandever (Chee Phillips), Charles Seel (dottore), Dee Carroll (Rena Cameron), Jay C. Flippen (Asa Keogh), John Harmon (Jimmy Dow), Harry Harvey (giudice), Don Keefer (capostazione), Noah Keen (Arnold Page), Dave Peel (Dick Keogh)

## Execution at Triste
- Prima televisiva: 13 dicembre 1967
- Diretto da: Robert L. Friend
- Scritto da: John Dunkel

### Trama
- Guest star: James Nusser (impiegato banca), Robert Lansing (Lee Knight), Steve Raines (Morgan Oliver), John Perak (impiegato dell'hotel), Cyril Delevanti (Stonecutter), Burt Douglas (Burt), Nate Esformes (Crazy Juan), Sharon Farrell (Mavis), Percy Helton (negoziante), Kelly Thordsen (Sherriff)

## A Small Taste of Justice
- Prima televisiva: 20 dicembre 1967

### Trama
- Guest star: Susan Oliver (Ellen Cooper), John Lupton (John Cooper), Judson Pratt (Ned Clymer), Eve Plumb (Kathy Cooper), Lew Brown (Dink), Peter Brown (Tom Conlan), Virginia Christine (Margaret Conlan), Stephen Coit (Asher), Bert Freed (Jason Ainsworth), James Gammon (Cal Mason), Dale Johnson (Vance), Quintin Sondergaard (Terry)

## The Fortress
- Prima televisiva: 27 dicembre 1967
- Diretto da: Abner Biberman
- Soggetto di: Sy Salkowitz, William Riley Burnett

### Trama
- Guest star: Paul Picerni (Parks), Gregg Palmer (sceriffo), Don Wilbanks (Appleby), Willard Sage (Cletes), True Boardman (direttore della banca), Barbara Bouchet (Marianne), Shug Fisher (impiegato), Kipp Hamilton (Gloria), Ted Jordan (sportellista della banca), John Mitchum (barista), Leslie Nielsen (Winthrop), H. M. Wynant (Silent Sam)

## The Death Wagon
- Prima televisiva: 3 gennaio 1968
- Diretto da: E. Darrell Hallenbeck
- Scritto da: James Menzies

### Trama
- Guest star: Nicolas Beauvy (Young Trampas), Michael Constantine (soldato Essex Kanin), Adam O'Neil (ufficiale di Cavalleria), Tim McIntire (Marcus Veda), Ken Swofford (Wrengell), Bill Baldwin (Trampas' Father), Albert Salmi (caporale C.T. Smoot)

## Jed
- Prima televisiva: 10 gennaio 1968
- Diretto da: Abner Biberman
- Scritto da: Arthur Heinemann

### Trama
- Guest star: Sammy Jackson (Ron Keefer), Steve Ihnat (Jed Matthews), Brenda Scott (Abby Keefer), Stuart Margolin (Abe Yeager), Lew Brown (Clint Timmins), Walter Coy (Tom Tallman), Victor Creatore (Texas), Ken Swofford (Seth Pettit)

## With Help from Ulysses
- Prima televisiva: 17 gennaio 1968

### Trama
- Guest star: Barbara Rhoades (Josie), J. Pat O'Malley (Joe Keller), June Vincent (Mrs. Martin), Brenda Robins (Marcia), Hugh Beaumont (Charles Martin), John Cliff (Wrangler), Jill Donohue (Barbara), David Mark Farrow (Harkness), Tim Graham (Stable Man), Warren Hammack (Kane), Sharon Harvey (Fran), Jonathan Hole (impiegato dell'hotel), Clyde Howdy (Doc Naylor), Peter Leeds (Peterson), Eileen Wesson (Betty Martin)

## The Gentle Tamers
- Prima televisiva: 24 gennaio 1968
- Diretto da: Anton Leader
- Soggetto di: Abe Polsky, Gil Lasky

### Trama
- Guest star: Anthony D. Call (Val Tussey), Darwin Joston (Dan Moss), Don Pedro Colley (Ira Diller), Jean Peloquin (rancher che canta), Wesley Lau (Hoyt), James Griffith (Kyle Spanner), William Fawcett (addetto al telegrafo), Gail Bonney (signora), Burt Mustin (Pops), Dick Shane (Dick), Harper Flaherty (Harper), Paul Comi (Warden Keane)

## The Good-Hearted Badman
- Prima televisiva: 7 febbraio 1968
- Diretto da: James Sheldon
- Scritto da: Robert Van Scoyk

### Trama
- Guest star: Pete Duel (Jim Dewey aka Thomas Baker), Jeanette Nolan (Holly Grainger), John Larch (Ben Hicks), Anthony Zerbe (Powell), K.L. Smith (Bogen), Jim Boles (contadino), Stuart Nisbet (barista), John Stevens (Dobbs), Robert Rothwell (Kelliher), Bobby Clark (guardia), Chuck Hicks (membro della Hicks Gang)

## The Hell Wind
- Prima televisiva: 14 febbraio 1968
- Diretto da: Don McDougall
- Scritto da: Leonard Praskins, Barbara Merlin

### Trama
- Guest star: Pat Crowley (Pearl 'Angela' Van Owen), Ford Rainey (Marcus Van Owen), Woodrow Parfrey (Hobie Simpson), Hal Smith (concessionario), Kiel Martin (Cal Dorsey)

## The Crooked Path
- Prima televisiva: 21 febbraio 1968
- Diretto da: Abner Biberman
- Soggetto di: Jerry Ludwig

### Trama
- Guest star: Kevin Coughlin (Kiley Cheever), Tom Skerritt (Moran), John Marley (Charlie Rondell), Karl Swenson (sceriffo Roy Cheever), Ellen Moss (Melissa Wainwright), Michael Keep (indiano), E.J. André (Cookey), Stuart Nisbet (Bart), Charles Brewer (Carson), Barbara Burgess (Annie), Jean Peloquin (Gene), Dick Shane (Dick), Harper Flaherty (Harper), Lew Palter (giocatore di poker)

## Stacey
- Prima televisiva: 28 febbraio 1968
- Diretto da: Leo Penn
- Scritto da: Douglas Morrow

### Trama
- Guest star: Jeanette Nolan (Holly Grainger), Barbara Werle (Mrs. Buell), Robert H. Harris (dottor Andrews), Lee Kroeger (Janie Buell), John Bryant (dottor Spaulding), Jean Peloquin (Gene), Dick Shane (Dick), Harper Flaherty (Harper)

## The Handy Man
- Prima televisiva: 6 marzo 1968
- Diretto da: Abner Biberman
- Scritto da: Mel Tormé

### Trama
- Guest star: Tom Simcox (Ward Bowden), Jeanette Nolan (Holly Grainger), Mel Tormé (Jim), William Bramley (Arnold Bowden), Paul Mantee (Roy Havens), Noam Pitlik (Walt Hardesty), Stephen Coit (negoziante), Stuart Nisbet (barista), Richard Van Vleet (cowboy), Harper Flaherty (Harper), Dick Shane (Dick), Hal Needham (lavoratore nel ranch)

## The Decision
- Prima televisiva: 13 marzo 1968
- Diretto da: E. Darrell Hallenbeck
- Scritto da: Richard Carr

### Trama
- Guest star: Kenneth Tobey (sceriffo Dan Porter), Monica Lewis (Emily 'Em' Porter), Steve Carlson (vice sceriffo Frank North), Ben Murphy (Wes Manning), Lawrence Dane (Tasker), Than Wyenn (Morgan), Chuck Courtney (Carmody), Lew Brown (Dink), Harper Flaherty (Harper), Quintin Sondergaard (cowboy), John Cliff (Yancy Man), Cecil Combs (Cecil), Stuart Nisbet (barista), Dick Shane (Dick), Ted Smile (Charlie)

## Seth
- Prima televisiva: 20 marzo 1968
- Diretto da: Joel Rogosin
- Scritto da: Reuben Bercovitch

### Trama
- Guest star: Michael Burns (Seth aka Scott), Kevin Hagen (Judd Hadlock), Richard LePore (Cally), Rusty Lane (sceriffo Calder), William Fawcett (capostazione), Mark Tapscott (stalliere), Jay Ripley (Perkins), Harper Flaherty (Harper), Dick Shane (Dick)